# شارون روبنسون
شارون روبنسون (بالإنجليزية: Sharon Robinson) (و. 1953  م) هي ملحنة، ومغنية مؤلفة، وكاتِبة، ومغنية، ومنتجة أسطوانات أمريكية، ولدت في سان فرانسيسكو.

## التعليم
تعلمت في Salem University ‏، ومعهد كاليفورنيا للفنون.